# Amarildo
Amarildo Tavares da Silveira eller bare Amarildo (født 29. juni 1939 i Campos dos Goytacazes, Brasilien) er en tidligere brasiliansk fodboldspiller (angriber), der med Brasiliens landshold vandt guld ved VM i 1962 i Chile. Han spillede fire kampe i turneringen, hvor han kom ind som erstatning for den skadede Pelé, og scorede tre mål, hvoraf det ene faldt i finalesejren over Tjekkoslovakiet. I alt nåede han at spille 23 landskampe og score otte mål
Amarildo spillede på klubplan blandt andet for de tre store Rio de Janeiro-klubber Flamengo, Vasco da Gama og Botafogo. Han var også udlandsprofessionel i Italien, hvor han repræsenterede AC Milan, Fiorentina og AS Roma.